# Bão Kona

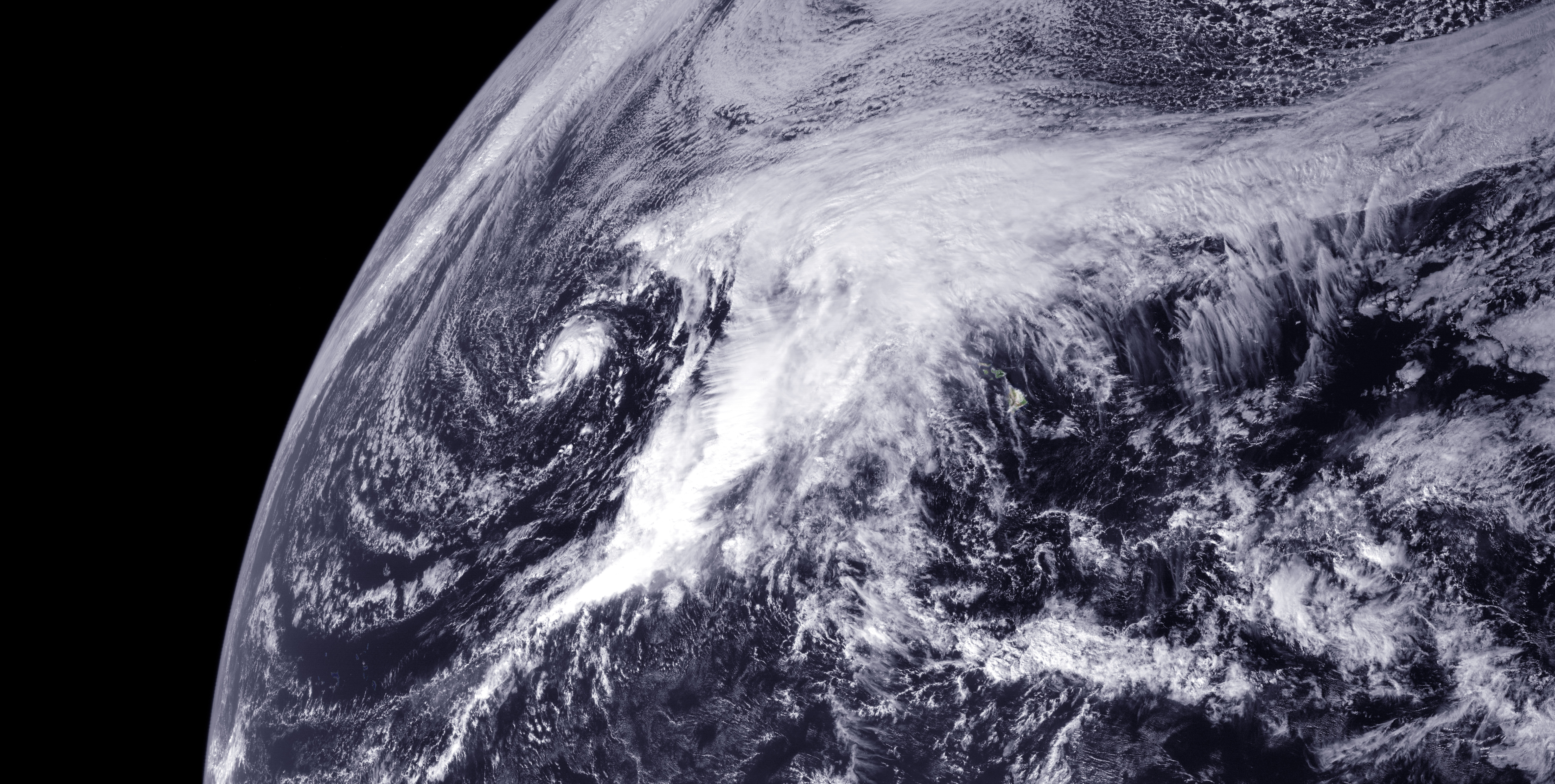
Một cơn bão cận nhiệt đới vào ngày 19 tháng 12 năm 2010, có nguồn gốc từ một bão Kona

Bão Kona (hay còn gọi là vùng áp suất thấp Kona) là một loại xoáy thuận theo mùa ở quần đảo Hawaii, thường được hình thành vào mùa đông từ những cơn gió đến từ hướng "kona" (thường là hướng khuất gió) phía tây. Chúng chủ yếu là lốc xoáy lõi lạnh, thuộc về loại xoáy thuận ngoài nhiệt đới hơn là loại xoáy thuận cận nhiệt đới. Hawaii thường trải qua hai đến ba năm một lần, có thể ảnh hưởng đến cả tiểu bang trong một tuần hoặc lâu hơn. Trong số các mối nguy hiểm của họ là mưa to, mưa đá, lũ quét và lở đất liên quan, tuyết dốc cao, gió mạnh dẫn đến sóng lớn, sóng biển và vòi rồng nước.

### Ví dụ

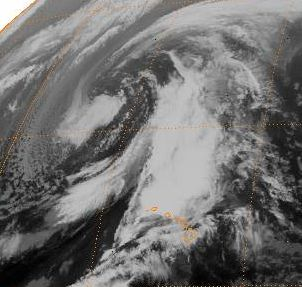
Một cơn bão kona vào ngày 4 tháng 11 năm 1995